# ادریس بالوکن
ادریس بالوکن (زادهٔ ۲ ژوئیه ۱۹۷۶ در بینگول - ) یک سیاستمدار و پزشک کُرد است که از آوریل سال ۲۰۱۴ به عنوان رهبر گروه پارلمانی حزب دموکراتیک خلق‌ها (HDP) فعالیت می‌کرد. وی پیش از این از سال ۲۰۱۲ تا زمانی که نمایندگان حزب در آوریل ۲۰۱۴ به حزب دمکراتیک خلق‌ها پیوستند، به عنوان رهبر گروه پارلمان برای حزب صلح و دموکراسی (BDP) فعالیت می کرد. بالوکن در انتخابات عمومی ژوئن ۲۰۱۵ نماینده حوزهٔ انتخابیه دیاربکر بوده‌است و قبلاً از سال ۲۰۱۱ تا ۲۰۱۵ به عنوان نماینده پارلمان بینگول فعالیت کرده‌است. او در ابتدا و در سال ۲۰۱۱ به منظور دور زدن مانع ۱۰٪ برای ورود به پارلمان ترکیه به عنوان نمایندهٔ مستقل وارد پارلمان شد.

## زندگی شخصی
ادریس بالوکن در ۲ ژوئیه ۱۹۷۶ در شهر بینگول مرکز استان بینگول به دنیا آمد. او در رشتهٔ پزشکی به تحصیل پرداخت و دانش‌آموختهٔ دانشکده پزشکی دانشگاه آنکارا است. وی در زمینهٔ بیماری‌های ریوی و سل در بیمارستان تحقیق و آموزش ریوی در هیبلی آدا استانبول تخصص گرفت. وی در کلینیک عمومی بیمارستان دولتی در بینگول و در بخش بیماری‌های ریوی بیمارستان دیاربکر به عنوان یک جراح مشغول به کار بود. او همچنین در اداره انجمن قفسه سینه ترکیه، انجمن پزشکی ترکیه و شعبه اتحادیه کارگران خدمات بهداشتی و اجتماعی دیاربکر مشغول بوده‌است. ادریس بالوکن متأهل و دارای دو فرزند است.

## زندگی سیاسی

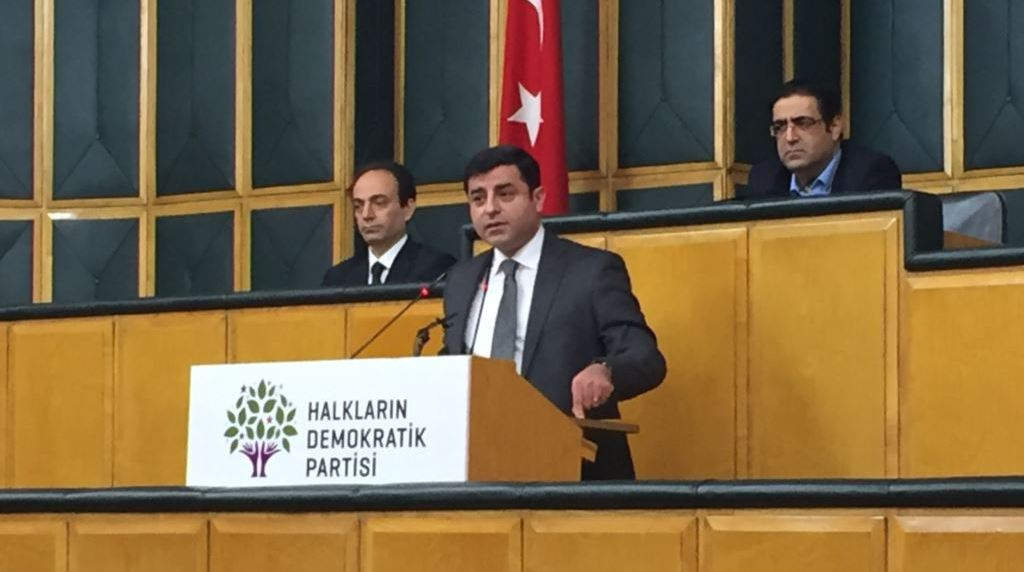
ادریس بالوکن

در ۲۸ آوریل ۲۰۱۴ پس از توافق میان حزب صلح و دموکراسی، و حزب تازه تاسیس دموکراتیک خلق‌ها (HDP)، تمام اعضای پارلمانی حزب صلح و دموکراسی، حزب جدید دمکراتیک خلق‌ها را تشکیل دادند و بدین ترتیب بالوکن همچنان به عنوان رهبر گروه پارلمانی حزب ادامهٔ کار داد. وی عضو هیئت نمایندگان امرالی از سیاستمداران حزب دموکراتیک خلق‌ها بود که مذاکرات صلح بین حزب کارگران کردستان و دولت ترکیه را تسهیل می‌کرد که در ۲۸ فوریه ۲۰۱۵ منجر به بیانیه دولمه‌باغچه شد.
در سال ۲۰۱۵ وی دوباره به عنوان نمایندهٔ مجلس از حوزه انتخابیه دیاربکر انتخاب شد. در ژانویه سال ۲۰۱۶ فاش شد که همسر وی در جریان مذاکرات صلح بین دولت ترکیه، حزب کارگران کردستان و حزب دموکراتیک خلق‌ها که در آن حزب دموکراتیک خلق‌ها به عنوان واسطه عمل می‌کرد، در خبرگزاری آناتولی (بنگاه خبری دولتی ترکیه) به کار گرفته شده‌بود.
بالوکن در تاریخ ۴ نوامبر ۲۰۱۶ در آنکارا در عملیاتی هم‌زمان به همراه رهبران حزب دموکراتیک خلق‌ها صلاح‌الدین دمیرتاش و فیگن یوکسک‌داغ ودیگر نمایندگان این حزب در مجلس بازداشت و زندانی شدند. اتهامات وی ستایش جنایتکاران، گسترش تبلیغات یک سازمان تروریستی، ارتکاب جنایات به نمایندگی از یک سازمان تروریستی بود. وی در تاریخ ۳۰ ژانویه ۲۰۱۷ آزاد شد، اما در ۲۱ فوریه دوباره دستگیر شد. بالوکن در ۴ ژانویه سال ۲۰۱۸ به ۱۶ سال و ۸ ماه زندان محکوم شد. او همچنین در زندان شروع به نوشتن کرد و کتاب‌های سه شکستگی (Üc Kirik) و اوکو (Oko) را به نگارش درآورد.